# Nagy István (villamosmérnök)
Nagy István (Budapest, 1931. augusztus 12. – Budapest, 2015. július 5.) Széchenyi-díjas magyar villamosmérnök, egyetemi tanár, a műszaki tudományok doktora, a Magyar Tudományos Akadémia rendes tagja. Fő kutatási területe a teljesítményelektronikai berendezések automatikája, mozgásszabályozása, az ipari nagygenerátorok gerjesztőrendszereinek vizsgálata, a nemlineáris villamos rendszerek működési elvének, elméleti alapjainak fejlesztése. Munkásságának közvetlen gyakorlati vonatkozása is jelentős, kifejlesztett számos, az ipari elektronikába bevezetett villamos berendezést, különösen számottevőek a középfrekvenciás inverterek fejlesztése terén az 1970-es–1980-as években elért eredményei. Két évtizeden keresztül (1976–1996) volt a fővárosi műegyetem elektrotechnikai tanszékének vezetője.

## Életútja
Középiskoláit 1949-ben fejezte be, majd 1953-ban villamosmérnöki oklevelet szerzett a Budapesti Műszaki Egyetemen (BME). Ezt követően 1956-ig akadémiai aspirantúráját töltötte a műegyetemen. 1957-től 1990-ig az MTA Számítástechnikai és Automatizálási Kutatóintézetben (MTA SZTAKI) dolgozott mint tudományos munkatárs, főmunkatárs, végül mint a teljesítményelektronikai osztály vezetője. Intézeti munkájával párhuzamosan 1960 és 1974 között félállásban a Ganz Villamossági Művek tanácsadója, majd 1975-től a BME Gépészmérnöki Karán az Elektrotechnika Tanszék egyetemi tanára, 1976-tól 1996-ig tanszékvezető egyetemi tanára, ezt követően a Villamosmérnöki Kar Automatizálási Tanszékének professor emeritusa volt. 1965 és 1967 között ösztöndíjasként Torontóban kutatott, pályája során számos külföldi egyetemen megfordult vendégprofesszorként: Stockholm (1977), Drezda (1982–1983), Bangalor (1983), Christchurch (1989), Róma (1990), Toronto (1991), Madison (1991), Tokió (1994), Belfor (2007) és Peking (2013).

## Munkássága
Az 1950-es években a matematikai transzformáció- és vektorelmélet egyes kérdéseivel, teljesítményelektronikai vonatkozásaival foglalkozott Kovács Károly Pál és Rácz István irányítása alatt, valamint behatóan tanulmányozta a mágneses öntelítő erősítők működési elvét. Az 1960-as években érdeklődése a szinkrongépek felé irányult. Leírta a középfrekvenciás inverterekben (váltóirányítókban) és a szinkrongenerátorokban zajló tranziens folyamatok, a fordulatszám-változás, a feszültségaszimmetria, a csillapítótekercselés stb. általános összefüggéseit, a rendszerben zajló folyamatok közelítő számítására kidolgozott egy átviteli függvényt, és elméletükbe bevezetett egy új gerjesztésszabályozó kört. Az 1970-es években a középfrekvenciás indukciós hevítéssel foglalkozott, erre a célra statikus generátort is fejlesztett. Kidolgozott egy újfajta kapcsolási elrendezést, melynek lényege, hogy a tirisztor áramköri kapcsolási idejét megsokszorozza, ezzel a feszültség szabályozhatóvá válik. Az 1980-as évektől tudósi figyelmét az indukciós gépek hiszterézises áramszabályozásának problematikája kötötte le, új áramszabályozási rendszert szerkesztett, amellyel a kapcsolási veszteségek csökkenése, a hatásfok növelése érhető el. Az 1990-es évektől kutatásai kibővültek a nemlineáris, dinamikus teljesítményelektronikai villamos rendszerek stabilitás-, valamint káoszelméleti vizsgálatával. A stabilitásszámítások területén a virtuális segéd-állapotvektor bevezetésével egyszerűsítette a Poincaré-féle követőfüggvényt, kidolgozta a villamos mozgásszabályozásban megfigyelhető bifurkációs folyamatok diagramjait, kimutatta a rendszerben periodikusan fellépő kaotikus tartományokat és elkülönítette ezek szakaszait (sávhasadás, ablakperiodicitás stb.). Mindezek mellett élete utolsó éveiben behatóan tanulmányozta az impulzusszélesség-modulátoros (PWM) inverterről táplált nagy fordulatszámú indukciós gépek túlmelegedési problémáit.
Elméleti munkássága mellett gyakorlati műszaki tevékenysége szintén jelentős, összesen tizenhárom szabadalmaztatott műszaki–elektronikai megoldás fűződik a nevéhez. Ipari teljesítményelektronikai berendezésekhez fejlesztett együttfutás- és fordulatszám-szabályozót, az első magyarországi többhurkú együttfutás-szabályozót (1960 előtt), turbogenerátorokhoz amplidines (1961), majd mágneses erősítős (1962) gerjesztőrendszert, dízel-villamosmozdonyokhoz feszültségszabályozót (1978), indukciós hevítésre alkalmas áramgenerátoros és időosztásos középfrekvenciás invertereket (1973–1988), valamint egy kis veszteségű DC/DC konvertercsaládot (1994).
Egyetemi jegyzetei, tankönyvei mellett mintegy száz szakcikke, közleménye jelent meg hazai és külföldi lapokban, tanulmánykötetekben.

### Szervezeti tagságai és elismerései
1993-ban a Magyar Tudományos Akadémia levelező, 1998-ban rendes tagjává választották, elnöke volt az elektrotechnikai bizottságnak, tagja az automatizálási és számítástechnikai bizottságnak, az energetikai szakbizottságnak és a szociális bizottságnak. Elnökölte a Nagy Villamosenergia-rendszerek Nemzetközi Tanácsának (CIGRÉ) magyar nemzeti bizottságát, valamint tagja volt a nemzetközi Teljesítményelektronikai és Mozgásszabályozási Tanácsnak (PEMC), az Európai Teljesítményelektronikai Egyesületnek (EPEA), 2005-től a Villamos- és Elektronikai Mérnökök Intézetének (IEEE).
1974-ben a középfrekvenciás inverterek és a szinkrongenerátorok gerjesztési rendszereinek kutatása terén elért eredményeiért Akadémiai Díjat kapott. Kimagasló színvonalú oktatói és ipari kutatómérnöki életművéért, valamint teljesítményelektronikai kutatásai elismeréseként 2005-ben átvehette a Széchenyi-díjat. Ezek mellett munkásságát elismerték a Magyar Elektrotechnikai Egyesület Zipernowsky- (1963) és Csáki Frigyes-díjával (1992), a Moldovai Tudományos Akadémia díszdiplomájával (2001), a Tokiói Egyetem emlékérmével (2004), az IEEE William E. Newell- (2008) és Eugene Mittelmann-díjával (2009), a BME József Nádor Emlékérmével (2011), a Pécsi Tudományegyetem Pro Facultate kitüntetésével (2011), valamint három ízben is megkapta a Kiváló Feltaláló elismerést (1975, 1978, 1984).

### Főbb művei
- Automatika. Budapest: Budapesti Műszaki Egyetem. 1959.   (Frigyes Andorral)
- Transzformátorok. Budapest: Budapesti Műszaki Egyetem. 1989.   (társszerzőkkel)
- Elektrotechnika. Budapest: Tankönyvkiadó. 1989.   (társszerzőkkel)
- Analóg elektronika. Budapest: Budapesti Műszaki Egyetem. 1990.   (társszerzőkkel)
- Koncentrált paraméterű áramkörök. Budapest: Budapesti Műszaki Egyetem. 1990.   (társszerzőkkel)
- Egyenáramú gépek, hajtások. Budapest: Budapesti Műszaki Egyetem. 1992.   (társszerzőkkel)
- Energetika. Budapest: Budapesti Műszaki Egyetem. 1997.   (társszerzőkkel)
- Változó struktúrájú nemlineáris rendszerek. Budapest: MTA. 2000.